# دوروثيا بيت
كانت دوروثيا مينولا أليس بيت (Dorothea Minola Alice Bate)، المعروفة أيضاً بدوروثي بيت (8 تشرين الثاني / نوفمبر 1878 - 13 كانون الثاني / يناير 1951) اختصاصية بريطانية بعلم المتحجرات، ورائدة في علم آثار الحيوان، إذ اقتضت مهنة حياتها أن تعثر على أحفورات لثدييات منقرضة حديثاً، وتحاول فهم كيف تطورت الأنواع الضخمة منها والقزمة، ولماذا.

## حياتها المبكرة
وُلدت بيت في نابيير هاوس،  في كارمارثن الواقعة في كارمارثنشاير، وكانت ابنة رئيس الشرطة هنري ريجينالد بيت (الذي ولد في أيرلندا) وزوجته إليزابيث فريزر وايتهيل، وكانت لها أخت كبرى وأخ أصغر منها سناً، ولم تتلق دوروثيا إلا القليل من التعليم الرسمي، كما علّقت في إحدى المرات أن تعليمها «إنما قد قاطعته المدرسة لمدة وجيزة فقط».

## مهنتها
في عام 1898، حصلت بيت في سنّها التاسع عشر على وظيفة في متحف التاريخ الطبيعي في لندن، فصنّفت بشرات الطيور في غرفة الطيور التابعة لقسم علم الحيوان، من ثم أخذت بتحضير الأحفورات، ولعلها كانت المرأة الأولى التي وظّفها المتحف كعالمة فيه، وقد بقيت هناك لخمسين سنة تعلمت فيها علم الطيور، وعلم المتحجرات، والجيولوجيا، والتشريح، علماً أنها كانت عاملة بالقطعة، أي أنها كانت تتلقى أجراً يعتمد على عدد الأحفورات التي تحضرها.
نشرت بيت عام 1901 مقالتها العلمية الأولى: «توصيف مختصر لكهف من العظام في الحجر الكلسي العائد للعصر الفحمي في وادي واي (Wye)»، عن عظام ثدييات صغيرة من العصر الحديث الأقرب، وقد نُشرت في المجلة الجيولوجية (Geological Magazine).
زارت بيت قبرص في نفس العام، وبقيت هناك لـ 18 شهراً على حسابها الخاص، وذلك للبحث عن عظام هناك، فوجدت 12 راسباً جديداً في كهوف معظّمة، ومن بينها عظام فرس النهر القزم، وقد اكتشفت عام 1902 -مستفيدة من منحة صعبة المنال من الجمعية الملكية- نوعاً جديداً من الفيل القزم في كهف في تلال غرنة، وقد سمّته بالفيل القزم القبرصي، ووُصف لاحقاً في مقالة عائدة للجمعية الملكية، وبينما كانت لا تزال في قبرص، راقبت ثدييات وطيوراً حية، وكذلك احتجزتها، واصطادتها وسلختها،وأعدّت عدداً من المقالات الأخرى، بما يتضمن توصيفات للفأرة الشوكية القبرصية، ونويعات طائر الصعو الأوراسي.
بعد ذلك شرعت بحملات لعديد من الجزر الأخرى في البحر المتوسط، بما يتضمن كريت، وكورسيكا، وسردينيا، ومالطا وجزر البليار، ناشرة مقالات عن حيوانات تلك المناطق في عصر ما قبل التاريخ، وقد اكتشفت في البليار عام 1909 ماعز الكهوف البلياري، وهو نوع لم يُعرف سابقاً من فصيلة المعزيات، وعلى هضبة كات شرقي كريت، وجدت بقايا فرس نهر قزم كريتي، كما تعرفت في كريت على علماء الآثار الذين كانوا ينقّبون في كنوسوس ومواقع أخرى على الجزيرة حينئذ، مسلطين الضوء على الحضارة المينوسية، ومن بينهم آرثر إيفانز.
سافرت بيت في أواخر عشرينيات القرن العشرين لفلسطين الواقعة تحت الانتداب البريطاني حينذاك، وقد كانت في أواخر أربعينياتها عندما تلقت تقديراً كبيراً، إذ كانت قد دعتها دوروثي غارود، التي أودعها الحاكم العسكري البريطاني حينئذ مسؤولية عملية تنقيب في حيفا، وأصبحت لاحقاً أول أستاذة أنثى في جامعة كامبريدج.
اكتشفت بيت إلى جانب إلينور وايت غاردنر في بيت لحم نوعاً منقرضاً من الفيلة، وسلفاً للأحصنة، وسلحفاة برية عملاقة من عصر ما قبل التاريخ، كما وجدتا دليلاً على اصطياد سكان بيت لحم الأولين للحيوانات، وفي ثلاثينيات القرن العشرين درست بيت عظام الحيوانات التي كانت قد نقبت غارود عنها في كهوف جبل الكرمل، والتي تضمنت تعاقباً لمستويات العصر الحديث الأقرب العلوي.
عوضاً عن مجرد استنتاج الحالات المناخية من وجود حيوانات محبة للبرودة أو الحرارة، أو غيابها، كانت بيت رائدة في مقاربتها بأخذ عينات كبيرة من حيوانات المنطقة لتعاقب طبقات أثرية، وهو ما زودها بسلسلة اختطاط، كما استندت إلى فكرة أن تغيرات تواتر وجود أنواع من الحيوانات التي اصطادها البشر الأوائل عكست التغيرات الطارئة بشكل طبيعي،  وهو ما جعلها رائدة في علم آثار الحيوان، وخصوصاً في مجال التفسيرات المناخية.
عملت بيت إلى جانب عالمة الآثار دوروثي غارود في وادي الكهوف القديمة، والتي كانت قد بدأت عملية التنقيب فيها منذ عام 1928، وكانت بيت أول من يدرس حيوانات تلك المنطقة، وصرّحت بأن هدف بحثها كان يكمن في إعادة إنشاء التاريخ الطبيعي للحيوانات المحلية في العصر الحديث الأقرب (العصر الجليدي) في المشرق، فوصفت أثناء دراستها لكهوف الكرمل العديد من الأنواع الجديدة، وحددت أنواعاً لم يكن وجودها في تلك المنطقة خلال العصر الحديث الأقرب معروفاً من قبل، كما أنشأت أحد أوائل المنحنيات الكمية لتعاقب الحيوانات المحلية، وبالإشارة للمناخ القديم، حددت فاصلاً حيوانياً بين مجتمعات الثدييات البدائية والحديثة خلال منتصف العصر الجليدي.
استعرفت بيت التحولات من هيمنة الأيل للغزال على أنها متجذرة في تغيرات النوابت والمناخات القديمة في المنطقة، كما كانت أول من ميّز وجود الكلب المنزلي في العصر الجليدي، اعتماداً على جمجمة وجدتها، وقد عُثر على مزيد من بقايا كلاب نطوفية بعد عقود من ذلك، وقد نُشر بحثها الريادي عام 1937، عندما نشرت وغارود: العصر الحجري لجبل الكرمل، المجلد الأول، الجزء الثاني: علم المتحجرات، أحفورات الحيوانات المحلية في وادي الكهوف القديمة، مفسّرتين عمليات التنقيب في جبل الكرمل، ومن بين نتائجهما، أبلغا عن العثور على بقايا لفرس النهر.
عملت بيت كذلك مع بيرسي آر. لوي على أحفورات لنعامات في الصين.

## حياتها اللاحقة، ووفاتها، وإرثها
اعتمد الكثير من اختصاصيي كل من علمي الآثار والإنسان على خبرة بيت في استعراف أحفورات العظام، بمن فيهم لويس ليكي، وتشارلز ماكبرني وجون ديزمند كلارك.
انتقلت بيت خلال الحرب العالمية الثانية من قسم الجيولوجيا في تاريخ المتحف الطبيعي في لندن إلى فرعه المختص بعلم الحيوان في ترينغ، وفي عام 1948، قبل بضعة أشهر من عيد ميلادها السبعين، عُيّنت مسؤولة عن هذا الفرع.
رغم إصاباتها ومقاساتها السرطان، توفيت دوروثيا جراء نوبة قلبية في الثالث عشر من كانون الثاني / يناير عام 1951، وأُحرقت جثتها توافقاً مع معتقداتها كعالمة مسيحية، وتلفت مستنداتها بعد ذلك بمدة قصيرة جراء حريق في منزلها، [5] فلم يسلم من أوراقها سوى لائحة من (الأوراق التي تنبغي كتابتها) على مكتبها في ترينغ، وقُدّرت ممتلكاتها عقب الوفاة بـ 15,396 جنيه إسترليني.
صُنعت في عام 2005 صورة طبق الأصل عن دوروثيا بيت في متحف التاريخ الطبيعي، إلى جانب أشخاص بارزين آخرين مثل كارل لينايوس، وماري أنينغ وويليام سميث، ليحكوا قصصاً وروايات عن حياتهم واكتشافاتهم.
تصف كارولين شيندلر بيت في سيرتها « اكتشاف دوروثيا: حياة صائدة الأحفورات الرائدة دوروثيا بيت» على أنها كانت بارعة، ولاذعة، وحذقة وشجاعة، كما ألفت شندلر سيرة بيت الذاتية في نسخة المعجم الوطني للسير الذاتية لعام 2004.

## منشورات مختارة
- توصيف مختصر لكهف من العظام في الحجر الكلسي العائد للعصر الفحمي في وادي واي، المجلة الجيولوجية، السلسة الجديدة، العقد الرابع، 9 (1901)، الصفحات 101-6
- ملحوظة تمهيدية عن اكتشاف فيل قزم في قبرص العصر الحديث الأقرب (1902-1903).[8]
- ملحوظة إضافية عن بقايا الفيل القزم القبرصي من رواسب كهف في قبرص (1905).[15]
- عن بقايا فيل في كريت، مع توصيف للفيل الكريتي (1907)[16]
- التنقيب عن مأوى موستيري من الصخور في برج الشيطان في جبل طارق (مع دوروثي غارود، ول. ه. د. بكستون، وج. م. سميث، عام 1928)[17]
- ملحوظة عن الحيوانات المحلية في كهوف عتليت (حيفا) (1932).[18]
- العصر الحجري لجبل الكرمل، المجلد الأول، الجزء الثاني: علم المتحجرات، أحفورات الحيوانات المحلية في وادي الكهوف القديمة (مع الأستاذة دوروثي غارود عام 1937).[12]

## مراتب الشرف
- عام 1940: تمويل وولاستون من الجمعية الجيولوجية.[4]
- عام 1940: اختيرت كزميلة من قبل الجمعية الجيولوجية.[6]
- 6 كانون الأول / ديسمبر 2017: نصب مجتمع كارمارثن المدني لويحة زرقاء في عيد ميلاد بيت.[19]